# Hawker Hind
Hawker Hind là một loại máy bay ném bom hạng nhẹ trang bị cho Không quân Hoàng gia Anh, do hãng Hawker Aircraft chế tạo. Nó được phát triển từ mẫu máy bay ném bom ban ngày Hawker Hart.

## Biến thể
Hind Mk I
Máy bay ném bom hạng nhẹ hai chỗ cho RAF, lắp động cơ 477 kW (640 hp) Rolls-Royce Kestrel.
Hind cho Afghantan
Tương tự như Hind Mk I, 4 chiếc lắp động cơ Rolls-Royce Kestrel V, 4 chiếc khác lắp động cơ Kestrel UDR; tổng cộng 8 chiếc cho Afghanistan.
Hind cho Latvia
Máy bay huấn luyện 2 chỗ, lắp động cơ Bristol Mercury IX; 3 chiếc cho Latvia.
Hind cho Ba Tư
Phiên bản sửa đổi của Hind Mk I, lắp động cơ Bristol Mercury VIII; 35 chiếc.
Hind cho Bồ Đào Nha
Tương tự như Hind Mk I, gồm 2 chiếc ném bom, 2 chiếc huấn luyện.
Hind cho Thụy Sĩ
Máy bay liên lạc không vũ trang 2 chỗ, 1 chiếc.
Hind cho Nam Tư
Phiên bản sửa đổi của Hind Mk I, 2 chiếc lắp động cơ Rolls-Royce Kestrel XVI, 1 chiếc lắp động cơ Gnome-Rhone Mistral.

## Quốc gia sử dụng
Afghanistan
- Không quân Afghan

 Canada
- Không quân Hoàng gia Canada

 Iran
- Không quân Đế chế Iran

 Ireland
- Quân đoàn Không quân Ireland

 Latvia
- Không quân Latvia

 New Zealand
- Không quân Hoàng gia New Zealand

 Bồ Đào Nha
- Không quân Bồ Đào Nha

 South Africa
- Không quân Nam Phi

 Thụy Sĩ
- Không quân Thụy Sĩ

 Anh Quốc
- Không quân Hoàng gia[1]

 Nam Tư
- Không quân Hoàng gia Nam Tư

## Tính năng kỹ chiến thuật (Hind)
Dữ liệu lấy từ The British Bomber since 1914
Đặc điểm tổng quát
- Kíp lái: 2
- Chiều dài: 29 ft 3 in (8,92 m)
- Sải cánh: 37 ft 3 in (11,36 m)
- Chiều cao: 10 ft 7 in (3,23 m)
- Diện tích cánh: 348 ft² (32,3 m²)
- Trọng lượng rỗng: 3.195 lb (1.452 kg)
- Trọng lượng có tải: lb (kg)
- Trọng tải có ích: lb (kg)
- Trọng lượng cất cánh tối đa: 4.657 lb (2.167 kg)
- Động cơ: 1 × Rolls-Royce Kestrel V, 640 hp (477 kW)

 Hiệu suất bay 
- Vận tốc cực đại: 161 kn (185 mph, 298 km/h) trên độ cao 15.500 ft
- Vận tốc tắt ngưỡng: 39 kn (45 mph, 72 km/h) [2]
- Tầm bay: 374 nmi (430 mi, 692 km)
- Trần bay: 26.400 ft (8.050 m)
- Tải trên cánh: 13,3 lb/ft² (37,1 kg/m²)
- Công suất/trọng lượng: 0,14 hp/lb (0,22 kW/kg)
- Lên độ cao 10.000 ft trong 8 phút 6 giây

Trang bị vũ khí

- 1 × súng máy Vickers.303 in (7,7 mm) và 1 × súng máy Lewis.303 in (7,7 mm)
- 510 lb (231 kg) bom dưới cánh.